# Liste des ducs de Småland
Depuis le XIIIe siècle, plusieurs princes ont été créés duc de Småland (en suédois, Hertig av Småland) par les rois de Suède successifs. Nominal depuis 1772, ce titre se transmet aussi à l’épouse du prince, qui est ainsi une duchesse consort.

## Liste des ducs et duchesses de Småland

### Maison de Bjelbo
Sous la Maison de Bjelbo, un prince a porté ce titre :
1. le prince Erik Birgersson (1250-1275), de 1275 à sa mort (par Magnus III de Suède) ;

#### Armoiries

Armoiries du prince Charles-Gustave.

Armoiries du prince Erik Birgersson .

### Maison de Vasa
Sous la Maison de Vasa, un prince a porté ce titre :
1. le prince héritier Éric de Suède (1533-1577), de 1557 à sa montée sur le trône en 1560 ;

### Maison de Holstein-Gottorp
Sous la Maison de Holstein-Gottorp, un prince a porté ce titre :
1. le prince  Charles-Gustave  (1782-1783), de 1782 à 1783  (par Gustave III) ;

#### Armoiries
- Armoiries du prince Charles-Gustave .

### Maison Bernadotte
Sous la maison Bernadotte, un prince porté et porte ce titre :
1. le prince Lennart (1909-2004), de 1909 (par Gustave V) à 1932 par la  perte de ses droits au trône à la suite d'un mariage morganatique;

#### Armoiries

Armoiries du prince Lennart de 1909 à 1932.